# Tupaia (navigatore)
Tupaia scritto anche Tupaea o Tupia (Raiatea, 1725 circa – Batavia, 20 dicembre 1770) è stato un navigatore polinesiano e arioi (ordine di sacerdoti tahitiani), originario dell'isola di Ra'iatea nel gruppo delle isole del Pacifico noto agli europei come Isole della Società.
Le sue notevoli capacità di navigazione e la conoscenza geografica del Pacifico sarebbero state utilizzate da James Cook quando lo portò a bordo della HMS Endeavour, come guida, nel suo viaggio di esplorazione verso la Terra Australis Incognita. Tupaia viaggiò con Cook in Nuova Zelanda, fungendo da interprete della spedizione per i Maori polinesiani, e in Australia. Morì nel dicembre 1770 a causa di una malattia contratta quando l'Endeavour era attraccata a Batavia per le riparazioni prima del suo viaggio di ritorno in Inghilterra.

## Biografia
Tupaia era nato nel porto di Ha'amanino sull'isola di Ra'iatea intorno al 1725 e divenne uno dei principali sacerdoti ariori per il Taputapuatea marae. Venne addestrato nelle fare-'ai-ra'a-'upu, o scuole di apprendimento, sull'origine del cosmo, sulle genealogie, sul calendario, sui proverbi e sulle storie e gli fu insegnato anche ad essere un navigatore stellare. La sua conoscenza memorizzata includeva elenchi di isole, comprese le loro dimensioni, la barriera corallina e le posizioni dei porti, se erano abitate e, in tal caso, il nome del capo e qualsiasi cibo lì prodotto. Ancora più importante, la sua memoria comprendeva il rilevamento di ogni isola, il tempo per arrivarci e la successione di stelle e isole da seguire per arrivarci. Queste isole includevano le Isole della Società, le Isole Australi, le Isole Cook, oltre a Samoa, Tonga, Tokelau e Fiji.
I guerrieri di Bora Bora invasero Ra'iatea intorno al 1763, ferendo Tupaia e costringendolo a fuggire a Tahiti, dove cercò protezione dal capo di Papara, Amo, e da sua moglie Purea. Tupaia divenne presto il loro consigliere e sommo sacerdote, e infine l'amante di Purea. Tupaia fece amicizia con Samuel Wallis durante la sua osservazione di un'eclissi solare, e poi di Joseph Banks durante il transito di Venere del 1769 osservato da Tahiti. Dopo di che "si unì agli inglesi", secondo Anne Salmond. Tupaia era anche un artista e sopravvivono dieci suoi acquerelli.
Tupaia si imbarcò sull'Endeavour nel luglio 1769 quando passò la sua isola natale di Ra'iatea nel viaggio di andata da Plymouth. Fu accolto a bordo su richiesta di Sir Joseph Banks, botanico ufficiale della spedizione di Cook, sulla base della sua evidente abilità di navigatore e cartografo: quando gli furono richiesti i dettagli della regione, Tupaia disegnò una carta che mostrava tutte le 130 isole entro un raggio di 3200 km e fu in grado di citarne 74. Banks accolse con favore l'interesse di Tupaia a viaggiare con l'Endeavour in Inghilterra, dove avrebbe potuto essere presentato come una curiosità antropologica. L'accademica australiana Vanessa Smith ha ipotizzato che Banks prevedesse anche una conversazione, divertimento e forse una genuina amicizia dalla compagnia di Tupaia durante il viaggio. Poiché Cook all'inizio si rifiutò di consentire a Tupaia di unirsi alla spedizione per motivi finanziari, Banks accettò di essere responsabile del benessere e del suo sostentamento mentre era a bordo.

## Spedizione e mappa di Tupaia

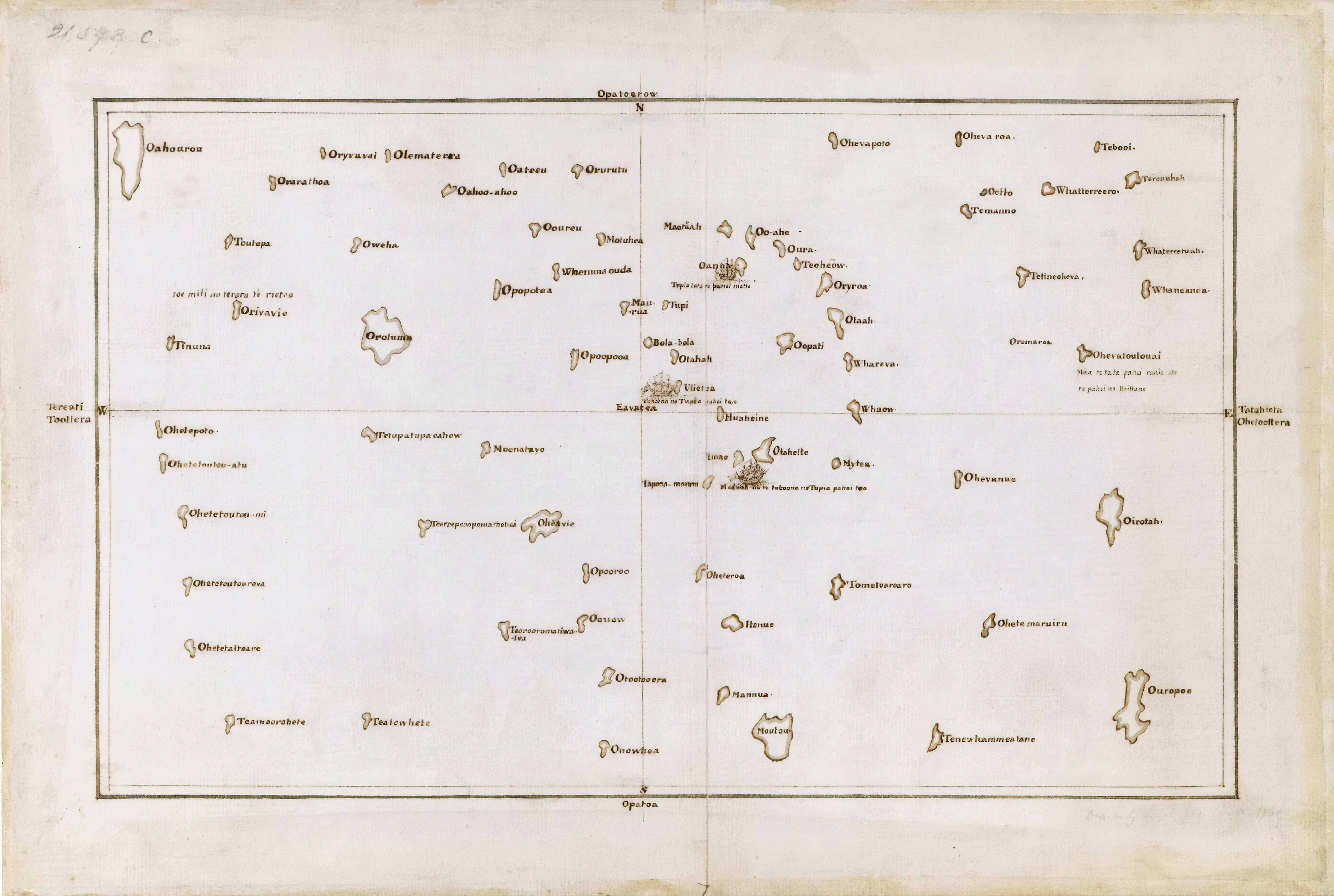
Mappa di Tupaia, c. 1769.

Poiché Cook intendeva trascorrere diverse settimane nelle Isole della Società prima di dirigersi a sud, Tupaia aiutò la spedizione come interlocutore e interprete con le tribù locali. Lavorò anche a stretto contatto con Banks nella compilazione di un resoconto su Tahiti e i suoi abitanti. Il 15 agosto 1769, Tupaia iniziò a lavorare su una Carta dell'Oceano Pacifico in collaborazione con Cook, Banks e molti ufficiali di Cook.
Ricerche precedenti, riassunte da Joan Druett, presumevano che l'esperienza di viaggio di Tupaia fosse limitata. Si riteneva che avesse navigato da Ra'iatea in brevi viaggi verso le 13 isole mostrate sulla mappa risultante. Non aveva visitato la Polinesia occidentale, poiché dai tempi di suo nonno l'estensione dei viaggi dei Raiateani era diminuita fino alle isole della Polinesia orientale. Suo nonno e suo padre avevano passato a Tupaia la conoscenza della posizione delle isole maggiori della Polinesia occidentale e le informazioni di navigazione necessarie per viaggiare alle Fiji, Samoa e Tonga. Si presumeva anche che Cook fosse meno soddisfatto di Banks delle evidenti capacità di navigazione di Tupaia, decidendo invece di fare affidamento sulla propria esplorazione della regione.
Ricerche più recenti hanno contestato l'idea che i viaggi di Tupaia nella regione più ampia fossero limitati e messo in dubbio il mancato apprezzamento di Cook di Tupaia come interpretazioni errate del materiale di partenza. In una lettura estesa della mappa di Tupaia, Lars Eckstein e Anja Schwarz propongono che Tupaia avesse una conoscenza di navigazione dettagliata che si estendeva per tutto il triangolo polinesiano (con la probabile eccezione solo di Aotearoa in Nuova Zelanda). La carta che disegnò per James Cook, nell'agosto 1769, mostra rotte di viaggio interconnesse che vanno da Rotuma a ovest di Samoa, attraverso Samoa e Tonga, le Isole Cook meridionali e il gruppo Austral, Mangareva e Pitcairn fino a Rapa Nui. Un secondo grande itinerario composito conduce da Tahiti attraverso il Gruppo Tuamotu al Gruppo Marchesi e poi a Oahu nelle Hawaii. Tupaia inventò un sistema cartografico per Cook e i suoi uomini che individuava un rilevamento settentrionale da qualsiasi isola disegnata al centro della sua Carta (contrassegnata dalla parola 'avatea', questo è '[il sole a] mezzogiorno'). Ciò gli permetteva di tradurre le proprie conoscenze di orientamento per i viaggi da isola a isola nella logica e nei termini della bussola di Cook. Il manoscritto dell'Ammiragliato del diario di James Cook indica che Tupaia disse a Cook che lui stesso (o i suoi antenati) si era recato nella maggior parte delle isole disegnate sulla Carta eccetto solo Rotuma (a nord delle Figi) e Oahu nelle Hawaii.
Tupaia accompagnò Cook in Nuova Zelanda e fu accolto da alcuni Maori come un tohunga (un esperto). Sembra che gli abbiano regalato un prezioso mantello di pelle di cane.
Molti Maori conoscono storie tra cui quella di Tupaia e il suo lignaggio che rimane oggi in Nuova Zelanda. Gli uomini dell'equipaggio dell'Endeavour avevano sviluppato un'impressione meno favorevole del loro compagno di bordo. Tupaia sbarcò a Botany Bay, in Australia, alla fine di aprile 1770. Cook disse di lui, "...attraverso Tupaia...avresti sempre gente che ti guida da un'isola all'altra e saresti sicuro di avere un'accoglienza amichevole e rinfreschi in ogni isola in cui andassi".

## Morte a Batavia

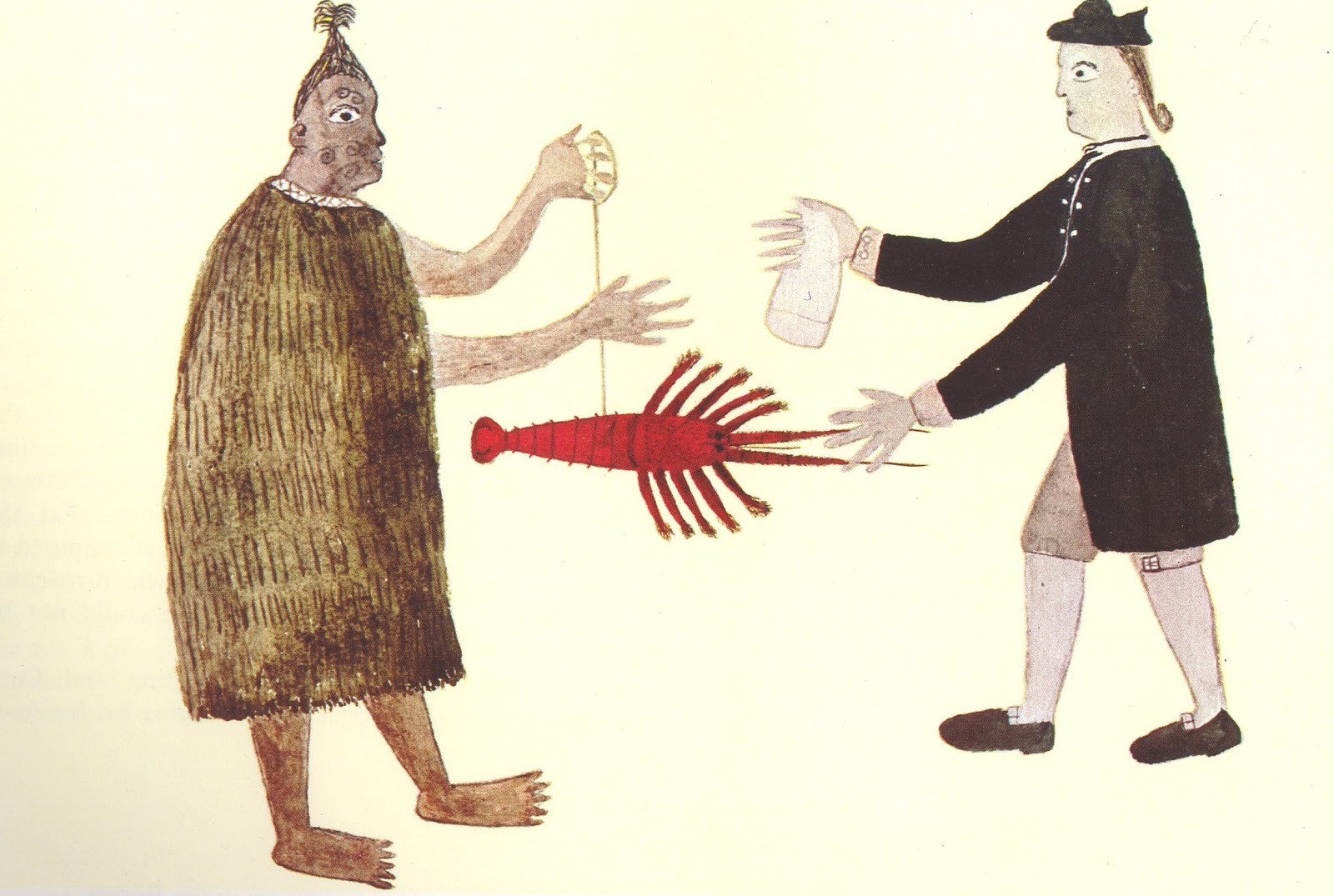
Un Maori e Joseph Banks si scambiano un gambero per un pezzo di stoffa, disegno di Tupaia, c. 1769

Tupaia morì il 20 dicembre 1770. Questa data è confermata nei verbali dell'Endeavour.
Altre date sono suggerite dai diari di Joseph Banks e James Cook.
Il diario di Joseph Banks ha una voce relativa all'11 novembre, in cui scrisse “Abbiamo ricevuto la notizia della morte di Tupias”. Tuttavia, Banks fu malato per gran parte del suo soggiorno a Batavia e scrisse molto in seguito, utilizzando date errate.
Il diario di James Cook ha una annotazione per il 26 dicembre, in cui scrisse “abbiamo perso... Tupia”. Tuttavia, questa voce è un riassunto di diversi eventi accaduti durante il soggiorno a Batavia.
Tupaia morì di dissenteria o di malaria entrambe malattie presenti a bordo dell'Endeavour durante il suo attracco per le riparazioni a Batavia. Cook registrò la sua scomparsa nel suo diario: "Era un uomo scaltro, ragionevole, geniale, ma orgoglioso e ostinato che spesso rendeva la sua situazione a bordo sgradevole sia a se stesso che a quelli che lo circondavano, e tendeva molto a enumerare le malattie che avevano costituito un periodo della sua vita».

## Conseguenze
Quando Cook tornò in Nuova Zelanda nel 1773, i Maori si avvicinarono alla sua nave gridando "Tupaia! Tupaia!". Come osservò Cook, "... il nome di Tupia era a quel tempo così popolare tra loro che non c'era da meravigliarsi se a quel tempo fosse conosciuto in gran parte della Nuova Zelanda".